# Ubank
Ubank Limited (anciennement connue sous le nom de Teba Bank) est une banque sud-africaine opérant dans le secteur de la microfinance qui cible principalement les travailleurs à faible revenu, en particulier ceux du secteur minier.

## History
Teba Limited (stylisé comme TEBA), active dans l'industrie minière sud-africaine, a été fondée en 1912. Son prédécesseur était le Teba Savings Fund (également connu sous le nom de Teba Cash), créé en 1976 et qui traitait les salaires des mineurs travaillant dans les mines d'or et de platine.
En 1983, le fonds d'épargne est devenu une société distincte de Teba Limited et a été rebaptisé Teba Bank après avoir obtenu une licence bancaire de la Banque de réserve sud-africaine en 2000.
En 2002, la banque a lancé le Teba Bank Funeral Plan destiné aux mineurs.
En octobre 2010, la banque a été rebaptisée Ubank. 
En 2022, la banque a été placée sous tutelle par la Banque de réserve d'Afrique du Sud afin d'« atténuer proactivement les conséquences négatives pour les déposants d'Ubank et de préserver la stabilité du secteur bancaire et financier sud-africain dans son ensemble ».
UBank fait désormais partie d'African Bank (en).